# IC 1780
IC 1780 ist eine Galaxie vom Hubble-Typ S? im Sternbild Widder auf der Ekliptik. Sie ist schätzungsweise 469 Millionen Lichtjahre von der Milchstraße entfernt und hat einen Durchmesser von etwa 95.000 Lichtjahren.

Im selben Himmelsareal befinden sich u. a. die Galaxien NGC 820, IC 195, IC 196, IC 1777.
Der Typ-Ia-Supernova-Kandidat NAME AT 2016fts wurde hier beobachtet.
Das Objekt wurde am 17. Januar 1896 vom französischen Astronomen Stéphane Javelle entdeckt.